# Слогонсько
Слогонсько (словен. Slogonsko) — поселення в общині Брежиці, Споднєпосавський регіон, Словенія. Висота над рівнем моря: 162,7 м.